# AIM-9 Sidewinder
L'AIM-9 Sidewinder è un missile aria-aria (in inglese: AAM - air to air missile) a corto raggio dotato di sistema di guida autocercante a ricerca infrarossa di sorgenti di calore, dalle quali è attirato, inseguendo il bersaglio. Sviluppato e prodotto negli Stati Uniti d'America e utilizzato da molti tipi di aerei da combattimento, deve il suo nome, Sidewinder (cioè crotalo ceraste), dall'omonimo serpente a sonagli che è in grado di percepire le proprie prede attraverso il calore corporeo che emanano. Il Sidewinder è stato il primo missile guidato aria-aria a effettuare un abbattimento nel 1958.

Le ultime varianti di produzione sono attualmente in servizio presso molte aviazioni militari e il progetto originale è stato utilizzato per diverse copie estere.

## Storia
Nel 1950 un gruppo di tecnici del NOTS (Naval Ordnance Test Station), poi NWC (Naval Weapons Center) diretto dal dottor McLean, studiava il problema della guida infrarossa che avrebbe portato a risultati di rilevanza mondiale. Il gruppo scelse una struttura di soli 12,7 cm per rendere ancora più unica la loro opera, dove infilare l'elettronica necessaria.

Queste ricerche portarono alla firma di un contratto con la Philco nel 1951 per portare avanti il progetto del sistema di ricerca, e due anni più tardi un prototipo, designato XAAM-N-7, venne lanciato con successo contro un bersaglio volante. Il nuovo missile raggiunse la piena produzione nel 1956 anche grazie alla General Electric, lo stesso anno in cui l'AAM-N-7 Sidewinder I (il primo nome del missile) entrò nell'organico dell'United States Navy, mentre l'USAF inizialmente decise di usare l'AIM-4 Falcon, anche se successivamente adottò anch'essa il Sidewinder con la denominazione di GAR-8.

La designazione AIM-9 venne assegnata solo nel 1962.

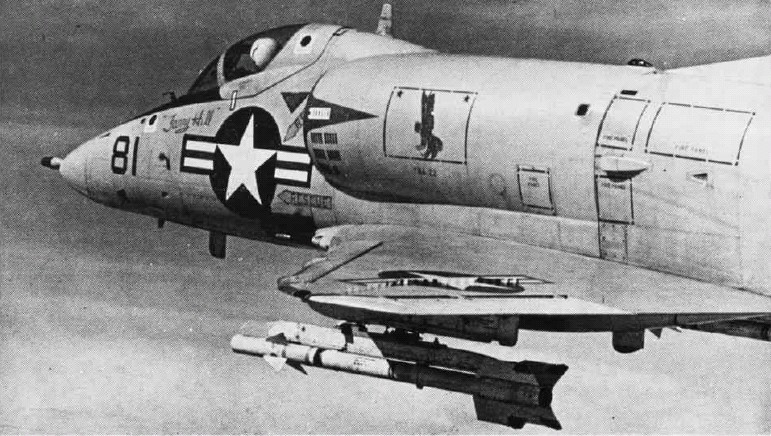
Un AIM-9B montato nell'ala di un A-4B Skyhawk

Dopo che uscirono da fabbriche Philco (diventata poi Ford Aerospace) e Raytheon Company 80 000 missili ed altri 15 000 furono costruiti dalla Diehl BGT Defence, i tentativi di migliorare il missile portarono all'installazione, nel 1963, di un sistema di guida radar semi-attiva (SARH, Semi-Active Radar Homing) nella versione AIM-9C e di un sensore di ricerca ad infrarossi, nel 1965, nella variante AIM-9D. Queste due versioni furono prodotte in 1 000 unità ciascuna fino al 1969. per essere poi convertite nell'AGM-122 Sidearm e per lasciare spazio ai nuovi AIM-9E, convertiti in 5 000 esemplari. dagli AIM-9B.

Dopo che in Europa venne introdotto l'AIM-9F, nel 1970 l'US Navy acquistò 2 120 Sidewinder nella loro più recente versione AIM-9G, per passare poi, due anni più tardi, all'AIM-9H e all'AIM-9J, quest'ultimo costruito in circa 10 000 pezzi.

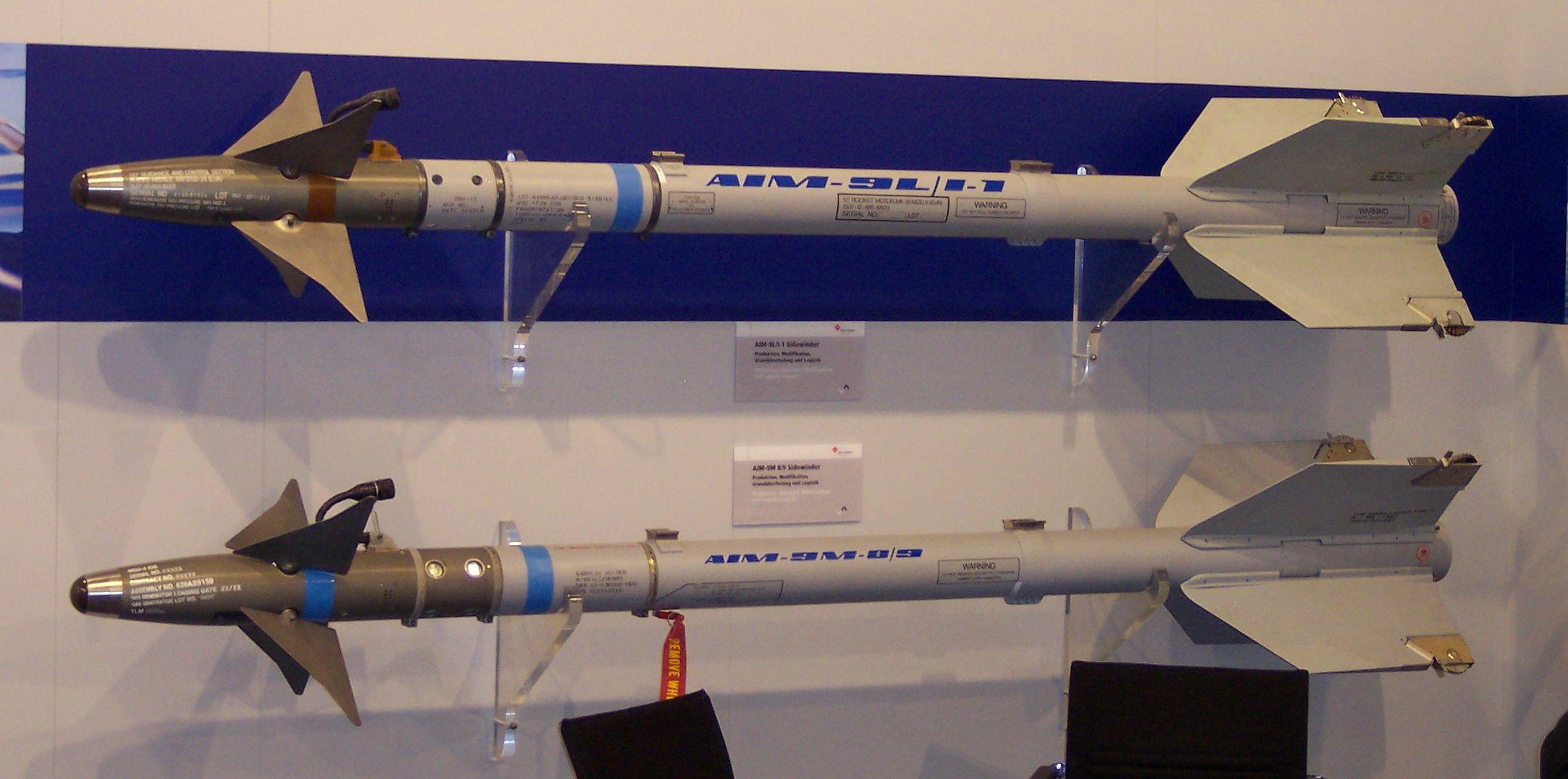
La struttura esterna degli AIM-9L (sopra) e AIM-9M (sotto) si somiglia molto

Si procedette anche alla creazione del prototipo ZAIM-9K, ma il progetto venne bloccato per accelerare l'arrivo della versione AIM-9L, cosa che avvenne nel 1971 e venne prodotto dal 1978 in più di 16 000 esemplari. dalla Ford Aerospace, Raytheon Corporation, BGT e Mitsubishi.

Nel 1982 il continuo miglioramento del Sidewinder portò alla nascita dell'AIM-9M, prodotto in circa 7 000 unità e usato principalmente nelle sue versioni AIM-9M-8 dall'US Navy e AIM-9M-9 dall'USAF.

La versione AIM-9N venne destinata principalmente al mercato fuori dagli Stati Uniti, la cui stessa sorte subì il successivo AIM-9P. L'AIM-9Q fu solo una versione di passaggio con alcune migliorie al sistema di guida prima dell'avvento dell'AIM-9R nel 1986. I primi 65 modelli di preserie furono inviati alla Marina statunitense nel 1990; cinque dei sei collaudi riuscirono. Nel settembre del 1991 l'USAF si ritirò dal programma, calcolando che il costo di 103 000 unità fosse troppo elevato, infatti il costo unitario era stimato dai 70 000 $ fino ai 180 000 $. A quel punto anche la Marina, che non poteva permettersi da sola il costo dell'intero programma, decise di abbandonare l'AIM-9R.

L'AIM-9S invece consisteva in un AIM-9M senza i sistemi IRCCM (Infra Red Counter Counter Measures, le contro-contromisure elettroniche, ovvero dispositivi atti a rendere nulla l'azione delle ECM dell'aereo nemico) e anch'essa fu destinata al mercato estero.
L'esigenze dei vertici militari di dotare i propri velivoli di nuovi e completamente rinnovati missili aria-aria a corto raggio portarono allo studio di vari progetti che sfociarono nell'AIM-9X (saltando le lettere T/U/V/W) il cui appalto di costruzione venne vinto, nel 1996, dalla Hughes, anche se l'acquisto di quest'ultima da parte della Raytheon fece passare nelle sue sfere di competenza lo sviluppo di questo missile. La produzione iniziò nel 2000 e al 2008 il numero di questi missili ammontava a 3 000.

### Impiego operativo
Il primo centro del Sidewinder si ebbe il 24 settembre 1958 quando un F-86 Sabre di Taiwan ne lanciò uno contro un Mig-15 cinese.

Durante la guerra del Vietnam 82 aerei furono distrutti (o rivendicati) dagli AIM-9 principalmente nelle loro versioni B/E, usate dall'USAF, ed E/G, usate dall'US Navy.
Il modello AIM-9L fu usato dalla Royal Navy durante la guerra delle Falkland nel 1982, e ad oggi si calcola che circa 270 abbattimenti aerei siano stati conseguiti grazie al Sidewinder.

## Caratteristiche tecniche e versioni
I primi Sidewinder consistevano in sezioni di tubi cilindrici d'alluminio, con una testa cercante posizionata a una estremità vicino alle quattro alette di controllo. All'altra estremità erano montate quattro alette più grandi e fisse, ognuna delle quali conteneva un cosiddetto rolleron, un giroscopio che ruotava per effetto dell'attrito atmosferico. In questo modo il missile tendeva ad essere stabilizzato dai giroscopi.

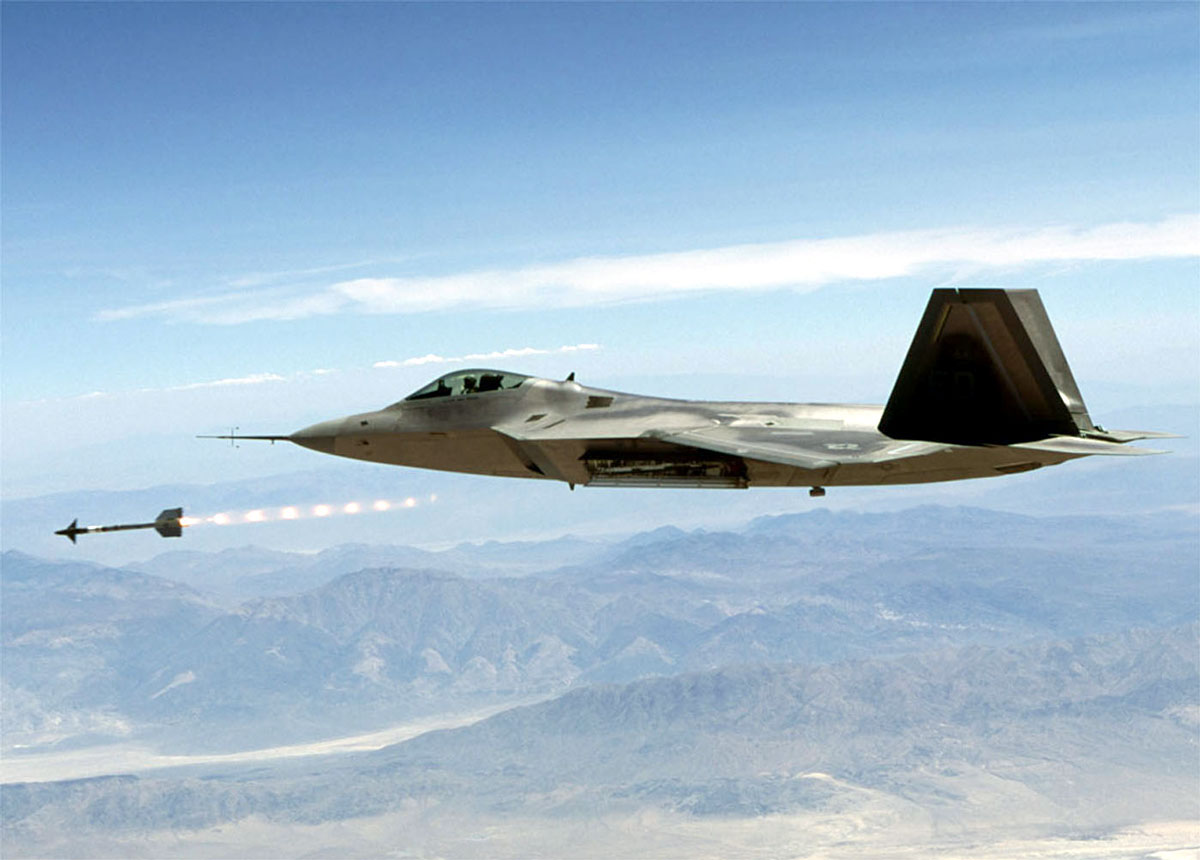
Un Sidewinder appena lanciato da un F-22

I componenti principali del missile sono la testa cercante all'infrarosso, un sistema di guida che comanda le alette anteriori, una testata esplosiva e un motore a razzo a propellente solido.

Il sistema di guida all'infrarosso dirigeva il missile verso lo scarico del motore del bersaglio, più caldo e quindi più luminoso dello sfondo. Tale sistema di guida costava meno di qualunque altro e poteva essere impiegato sia di notte che di giorno ed in un ambiente con contromisure elettroniche (ECM); inoltre dava la possibilità al pilota, una volta lanciato il missile, di iniziare manovre evasive per evitare eventuali minacce: il missile avrebbe continuato da solo la sua corsa, senza bisogno dei dati del radar.

I primi modelli erano dotati di un sistema di ricerca al solfuro di piombo con una probabilità di centro al primo colpo (SSKP, Single-Shot Kill Probability) del 70% in condizioni ideali, ma assolutamente poco affidabili in circostanze meno favorevoli. La testa cercante aveva anche la tendenza a scambiare il sole o i riflessi sull'acqua con il bersaglio.

Il motore originale era prodotto dalla Hunter-McDonnell Douglas, Hercules e Norris-Thermador ed era capace di accelerare l'ordigno a Mach 2,5 in 2,2 secondi.
AIM-9, AIM-9A, AIM-9B
 Entrambe le versioni avevano caricati 4,5 kg di esplosivo a frammentazione che veniva fatto detonare da una spoletta a contatto. La velocità di Mach 1,7 era raggiunta grazie ad un motore a razzo Thiokol Mk 17, ma la portata era ancora limitata dal sistema di ricerca, che imponeva il lancio da una distanza minima di 900 m e non oltre i 4,8 km; oltretutto il Sidewinder era ancora abbastanza suscettibile alle emissioni di calore del sole e dai riflessi di questo prodotti dal suolo.
AIM-9C, AIM-9D
I modelli C e D erano entrambi realizzazioni dello stesso modello, l'SW-1C costruito dalla Motorola e dalla Ford Aerospace, le quali introdussero il nuovo motore a razzo Hercules Mk.36 capace di fornire un raggio d'azione di 18 km e un nuovo sistema di guida.

AIM-9 versioni

Il 9C era in effetti una variante SARH (Semi-Active Radar Homing, guida radar semi attiva) per l'F-8 Crusader ma si dimostrò inutilizzabile, mentre il 9D offriva un sistema IR (infrarossi) raffreddato con azoto liquido e con un duomo in galena. Il modello 9D offriva un campo visivo più ristretto a causa della sagomatura della punta, ma disponeva di un sistema di tracciamento della rotta più veloce, alette più grandi comandate da attuatori più potenti ed una testata da 10,16 kg che rimpiazzava quella da 4,54 kg.
AIM-9E, AIM-9F
Il nuovo sistema di ricerca raffreddato con celle di Peltier installato in queste due versioni conferiva la capacità di una più veloce acquisizione del bersaglio. L'AIM-9E possedeva un sistema di guida migliorato e un'aerodinamica del muso più curata; aveva un esteso raggio d'azione e più efficienza contro bersagli in manovra a bassa quota.

L'AIM-9E-2 differisce dalla versione madre per il motore con emissioni di fumo contenute.
L'AIM-9F era la variante europea, chiamata anche AIM-9B FGW.2 ed introdotta nel 1969; essa adottava una nuova testa cercante con un nucleo in silicio (più trasparente del vetro ai raggi infrarossi) ed un sistema di raffreddamento ed elettronica allo stato solido.
AIM-9G, AIM-9H
L'AIM-9G fu la prima versione ad includere il cosiddetto sistema SEAM (Sidewinder Expanded Acquisition Mode, modo di acquisizione espanso) che consisteva praticamente in una testa cercante dell'AIM-9D migliorata, ma fu subito reso obsoleto dal nuovo AIM-9H, dotato di un nuovo sistema di guida. Il sistema SEAM poteva scaricare i dati dal radar del vettore (l'aereo) oppure acquisire il bersaglio direttamente dalla testa cercante del missile.
AIM-9J, AIM-9N, Rb 24
 L'AIM-9J era sostanzialmente un AIM-9E modificato, il quale sacrificava il suo raggio d'azione per una maggiore velocità. Adottava una nuova elettronica allo stato solido e superfici di controllo a doppio delta che permettevano una migliore manovrabilità rispetto ai modelli più vecchi, un motore più potente e un sistema di ricerca con capacità di agganciare un bersaglio in coda, invece che solamente allo scarico.

L'AIM-9J-1 aveva un sistema di ricerca ulteriormente migliorato e divenne poi l'AIM-9N, mentre l'Rb 24 sarebbe l'AIM-9J prodotto dalla Svezia.
AIM-9L, Rb 74, AIM-9M
 L'AIM-9L introduceva un nuovo sistema di guida che faceva di questo missile un ordigno veramente all-aspect (ALASCA, ALl ASpect CApability) cioè lanciabile contro un bersaglio diretto in qualsiasi direzione, non solo in coda. La testata, con 9,4 kg di esplosivo a frammentazione circondato da barrette preformate di metallo, era integrata da un detonatore di prossimità che impiegava un anello di laserdiodi di arseniuro di gallio e corrispondenti fotodiodi. Se il bersaglio era abbastanza vicino da riflettere la luce emessa ai fotodiodi, la testata si innescava. Questo sistema ottico migliorava la resistenza del missile alle contromisure elettroniche (ECM). Il motore era potenziato ed il sistema di ricerca era raffreddato da un nuovo impianto ad Argon

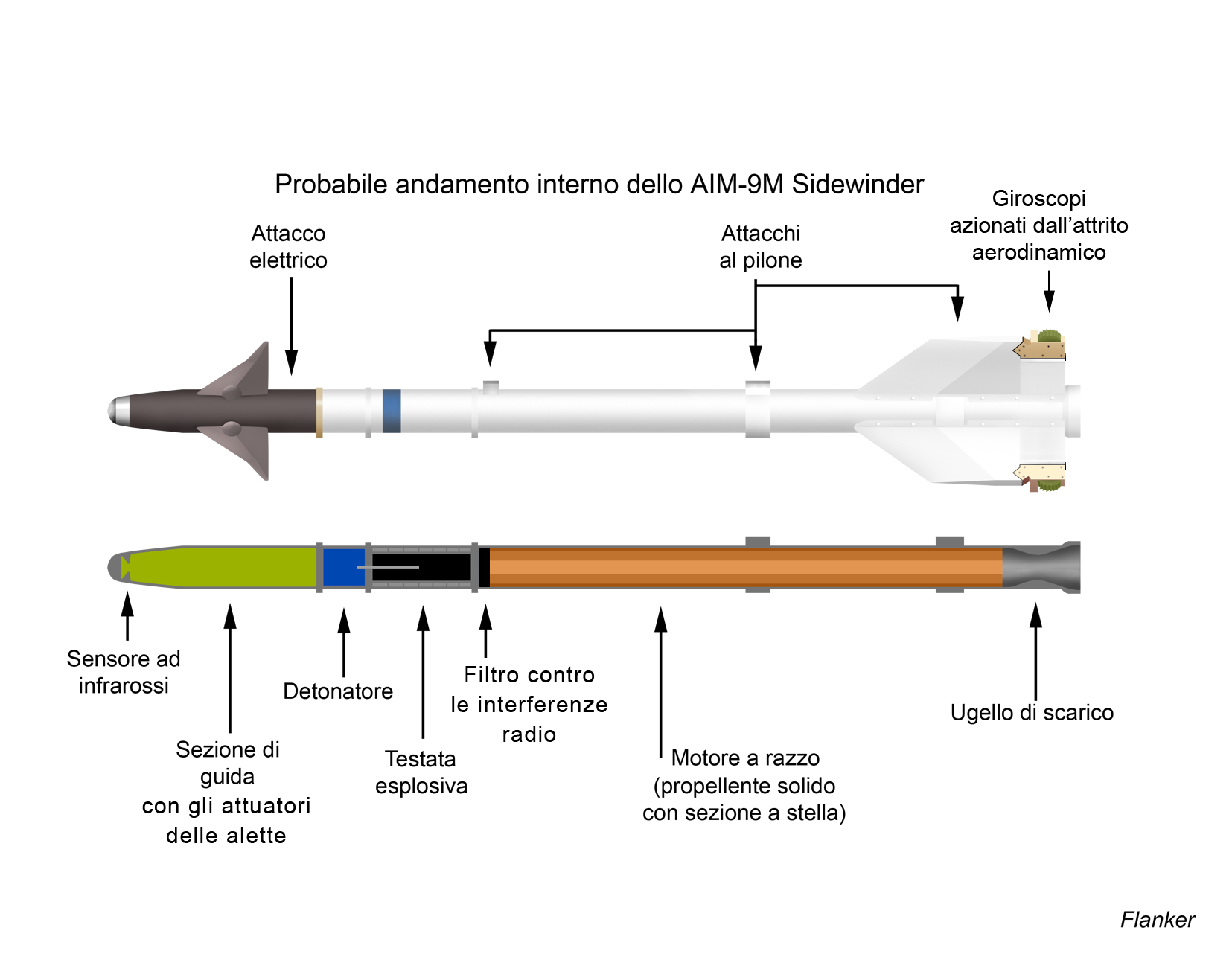
Struttura esterna e spaccato di un AIM-9M Sidewinder

L'AIM-9L di fabbricazione svedese era designato Rb 74.
L'AIM-9M, la cui produzione iniziò nell'ereditare la capacità all-aspect del 9L, introduceva nuove migliorie nella difesa contro le contromisure elettroniche infrarosse (flare), nella discriminazione della sorgente luminosa (riflessi dell'acqua e luce del sole) e in un motore a razzo a bassa emissione di fumo. Queste modifiche aumentavano le capacità d'ingaggio del bersaglio e limitavano le possibilità di essere individuato dal pilota nemico.

Prodotto in sottoversioni che andavano dall'AIM-9M-1 fino all'AIM-9M-10, quelle più diffuse erano la 9M-8, 9M-9 e 9M-10 (quest'ultima era specifica sul F/A-18 Super Hornet), con migliorate contromisure ai flares e motori potenziati. Il modello AIM-9M-7 era una variante specifica del 9M destinata alle operazioni Desert Shield e Desert Storm (1990-91).
AIM-9P
 L'AIM-9P era l'evoluzione del 9B, 9E e 9J, con un nuovo motore, una nuova "fusoliera" e un'affidabilità migliorata. Possedeva una capacità di acquisizione bersaglio da distanze maggiori e quindi aveva anche una portata più ampia. Era più manovrabile e l'elettronica era stata aggiornata.

La fabbricazione cominciò nel 1978 e nel tempo si svilupparono 5 sotto-varianti:
- l'AIM-9P-1, che possedeva un sistema di guida ottico al posto del sistema infrarosso e introduceva anche una più grande solidità meccanica nella sezione della testata oltre ad una nuova spoletta di prossimità;
- l'AIM-9P-2, che aggiungeva alle caratteristiche dell'AIM-9P-1 un motore con uno scarico meno rilevabile e un sistema di guida potenziato;
- l'AIM-9P-3, che combinava le caratteristiche dei due precedenti modelli introducendo nella testata un nuovo esplosivo, meno sensibile alle alte temperature e con una più alta resistenza nel tempo;
- l'AIM-9P-4, che dotava l'AIM-9P della capacità all-aspect;
- l'AIM-9P-5, che aveva nuove IRCCM (Infra Red Counter-Counter Measures - contro-contromisure all'infrarosso).

AIM-9Q
AIM-9M con la sezione del sistema di guida migliorata.
AIM-9R
L'AIM-9R è il prodotto dell'"AIM-9M Product Improvement Program" (programma di perfezionamento del prodotto AIM-9M). La ricerca verteva a migliorare il sistema anti-clutter( un apparato che impedisce al missile di confondere i riflessi di luce con la sorgente di calore), il campo visivo per una maggiore acquisizione dei bersagli molto manovrieri, ed infine le IRCCM.

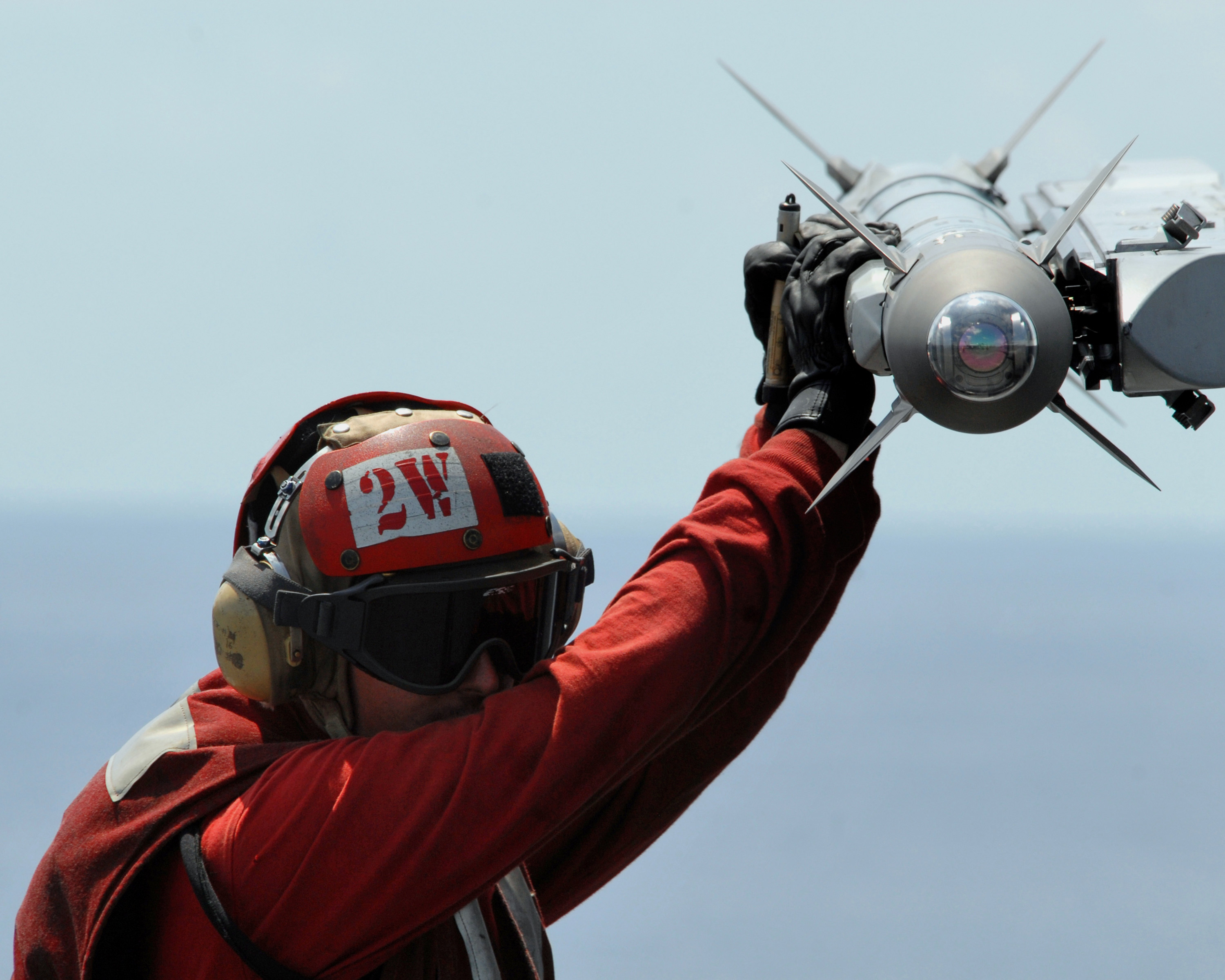
Visione frontale di un AIM-9X

La testa cercante incorporava una piattaforma ottica con un sistema focale planare, il quale poteva acquisire un bersaglio a più grande distanza, e un processore di immagini Digitale e delle EPROM (memorie informatiche di sola lettura) per facilitare gli aggiornamenti dei programmi. Il 9R non necessitava del sistema di raffreddamento montato nei modelli precedenti sia nel missile stesso (nei modelli per l'USAF), sia nel pilone dell'aereo (modelli per l'US Navy). Il programma fu abbandonato per i costi elevati.
AIM-9S
AIM-9M senza sistema IRCCM per l'esportazione.
AIM-9X
L'AIM-9X è un'ulteriore versione potenziata della 9M: le alette canard sono state rimpicciolite e altri accorgimenti hanno migliorato il volo alle alte quote, il sistema di guida è totalmente nuovo così come il sistema di ricerca all'infrarosso.

Le nuove tecnologie hanno permesso di rendere compatibile l'AIM-9X con il Joint Helmet-Mounted Cueing System (una sorta di head-up display nella visiera del casco di volo del pilota) ma soprattutto con i nuovi aerei F-22 e F-35.
Tabella comparativa delle versioni:
| Versione  | AIM-9B        | AIM-9D/G/H                                | AIM-9E                      | AIM-9J/N                    | AIM-L/M                      | AIM-9X                       |
| Lunghezza | 2,83 m        | 2,87 m                                    | 3,00 m                      | 3,05 m                      | 2,85 m                       | 3,02 m                       |
| Larghezza | 0,56 m        | 0,63 m                                    | 0,56 m                      | 0,58 m                      | 0,63 m                       | 0,28 m                       |
| Diametro  | 12,7 cm       | 12,7 cm                                   | 12,7 cm                     | 12,7 cm                     | 12,7 cm                      | 12,7 cm                      |
| Peso      | 70 kg         | AIM-9D: 88 kg AIM-9G: 87 kg AIM-9H: 84 kg | 74 kg                       | 77 kg                       | 86 kg                        | 85 kg                        |
| Velocità  | Mach 1,7      | Mach 2,5                                  | Mach 2,5                    | Mach 2,5                    | Mach 2,5                     | Mach 2,9                     |
| Gittata   | 4,8 km        | 18 km                                     | 4,2 km                      | 18 km                       | 18 km                        | 40 km                        |
| Motore    | Thiokol MK 17 | Hercules MK 36                            | Thiokol MK 17 Aerojet MK 17 | Thiokol MK 17 Aerojet MK 17 | Hercules MK 36 Bermite MK 36 | Hercules MK 36 Bermite MK 36 |
| Esplosivo | 4,5 kg        | 11 kg                                     | 4,5 kg                      | 4,5 kg                      | 9,4 kg                       | 9,4 kg                       |

## Galleria d'immagini

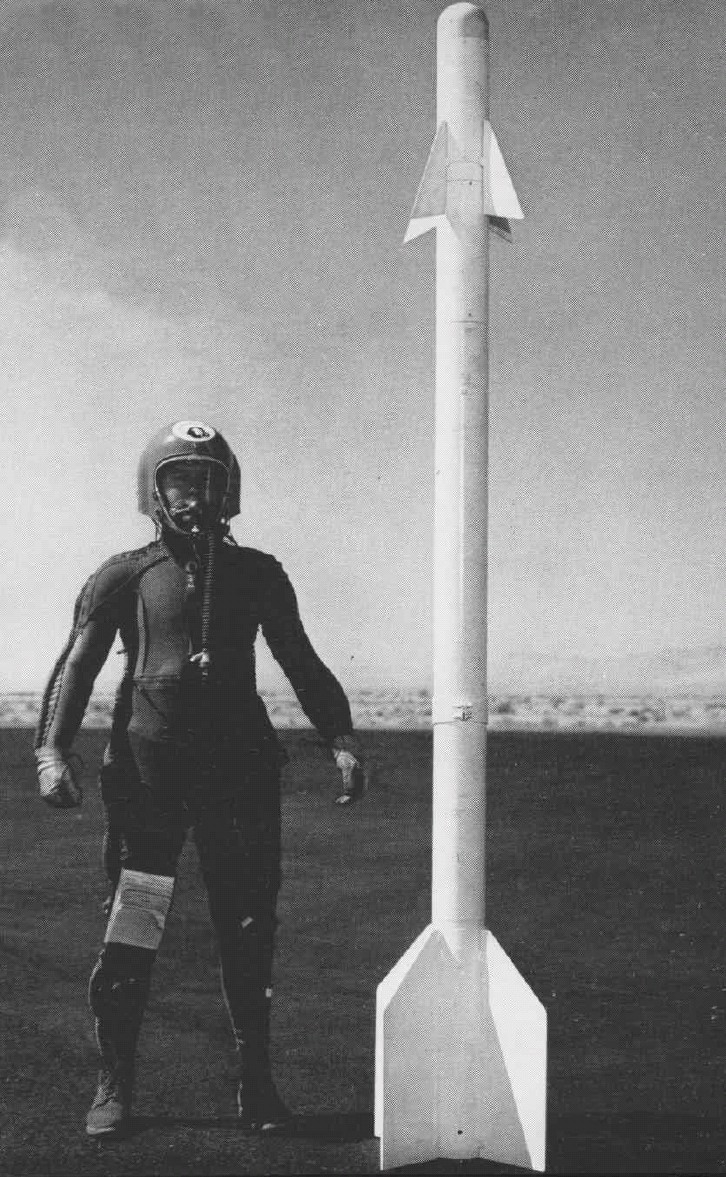
Comparazione delle dimensioni di un AIM-9B con quelle di un uomo
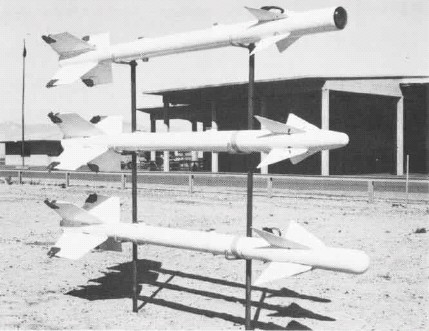
Partendo dall'alto si riconosce un AIM-9B, un AIM-9D e un AIM-9C
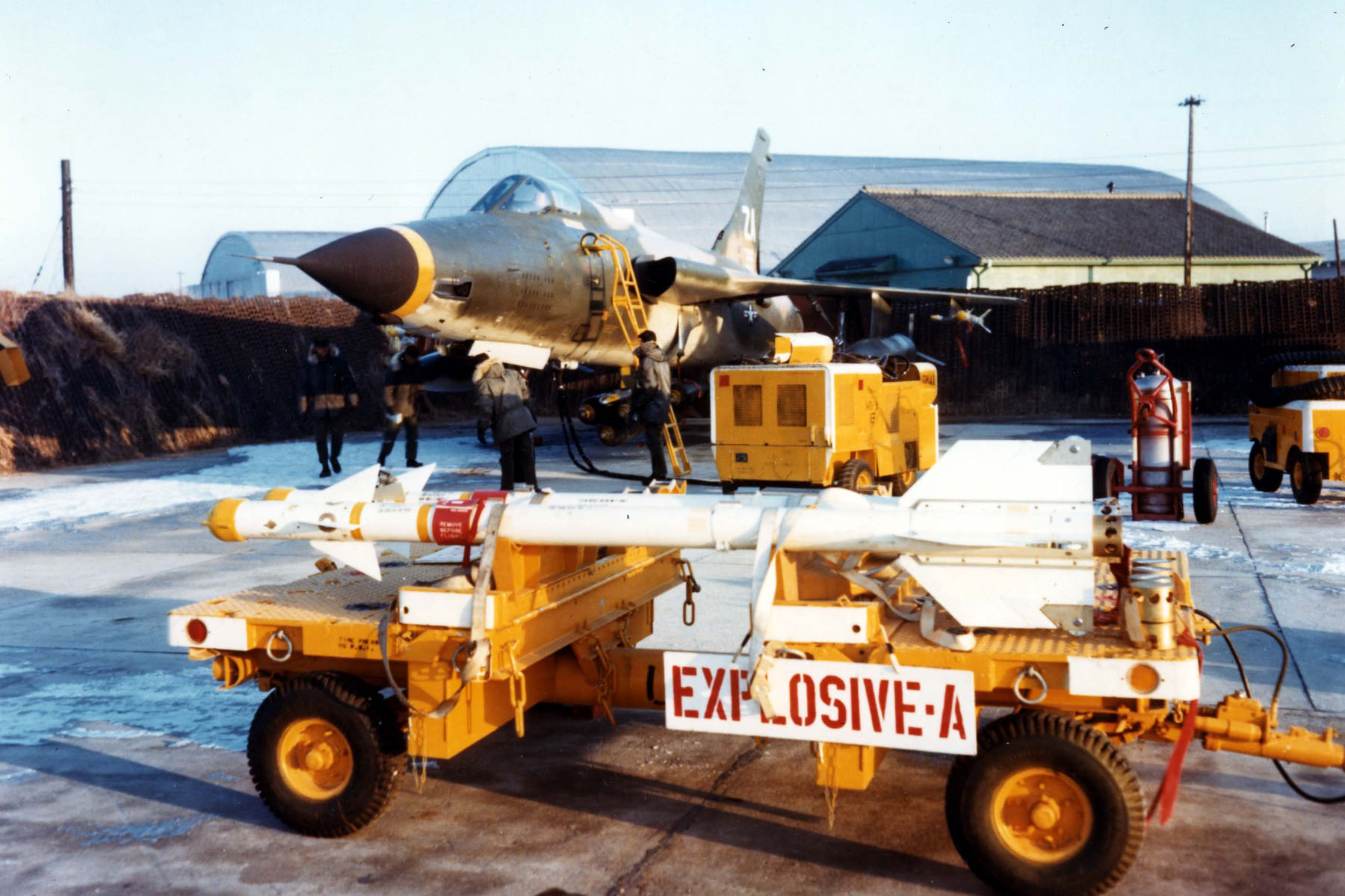
Due AIM-9B attendono di essere caricati a bordo di un F-105D Thunderchief
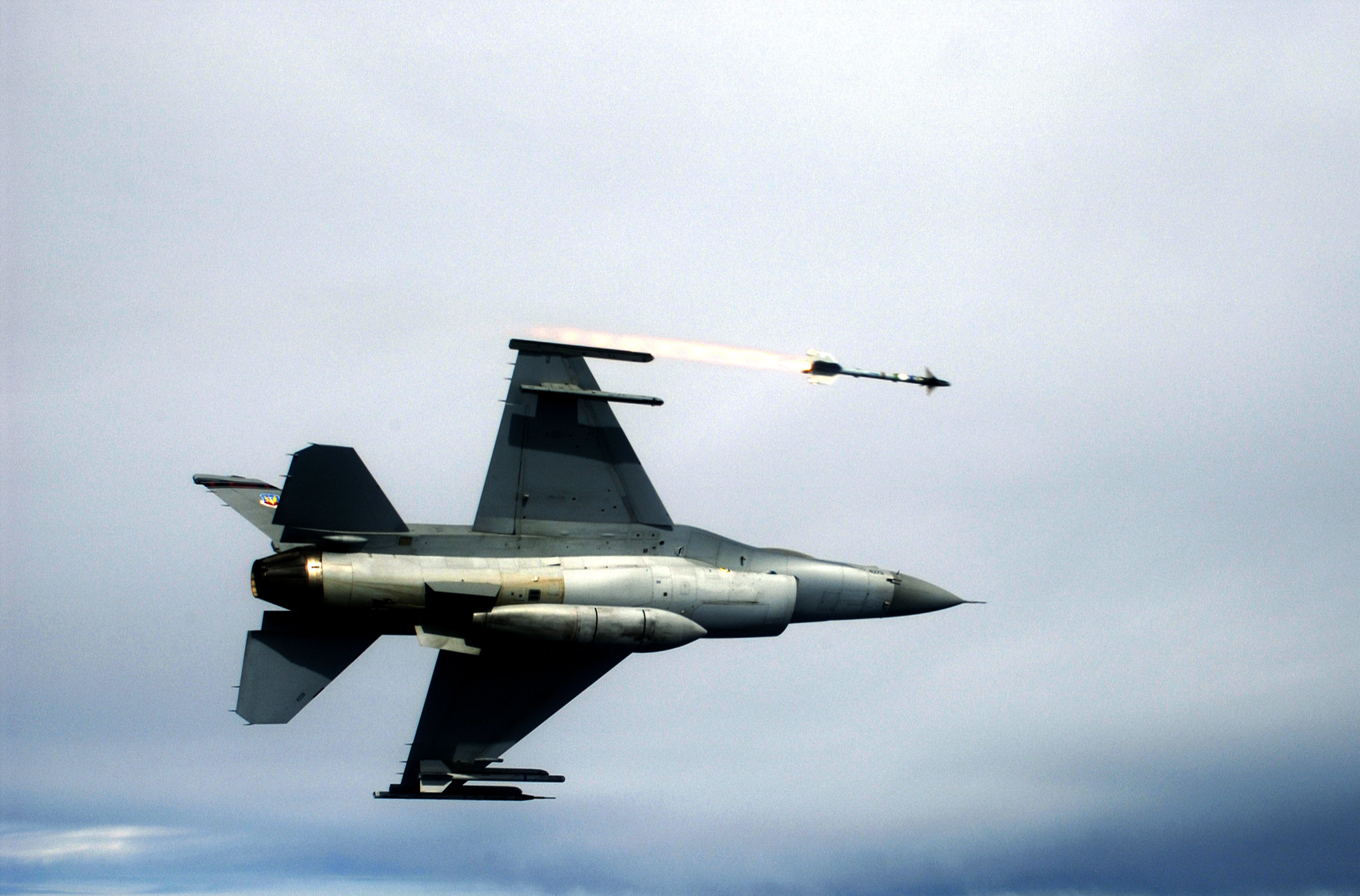
Un F-16C lancia un AIM-9
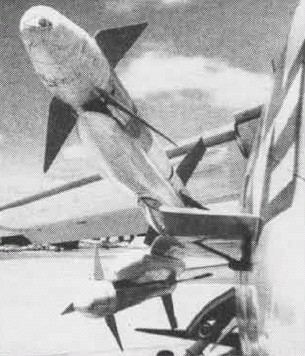
Un AIM-9D
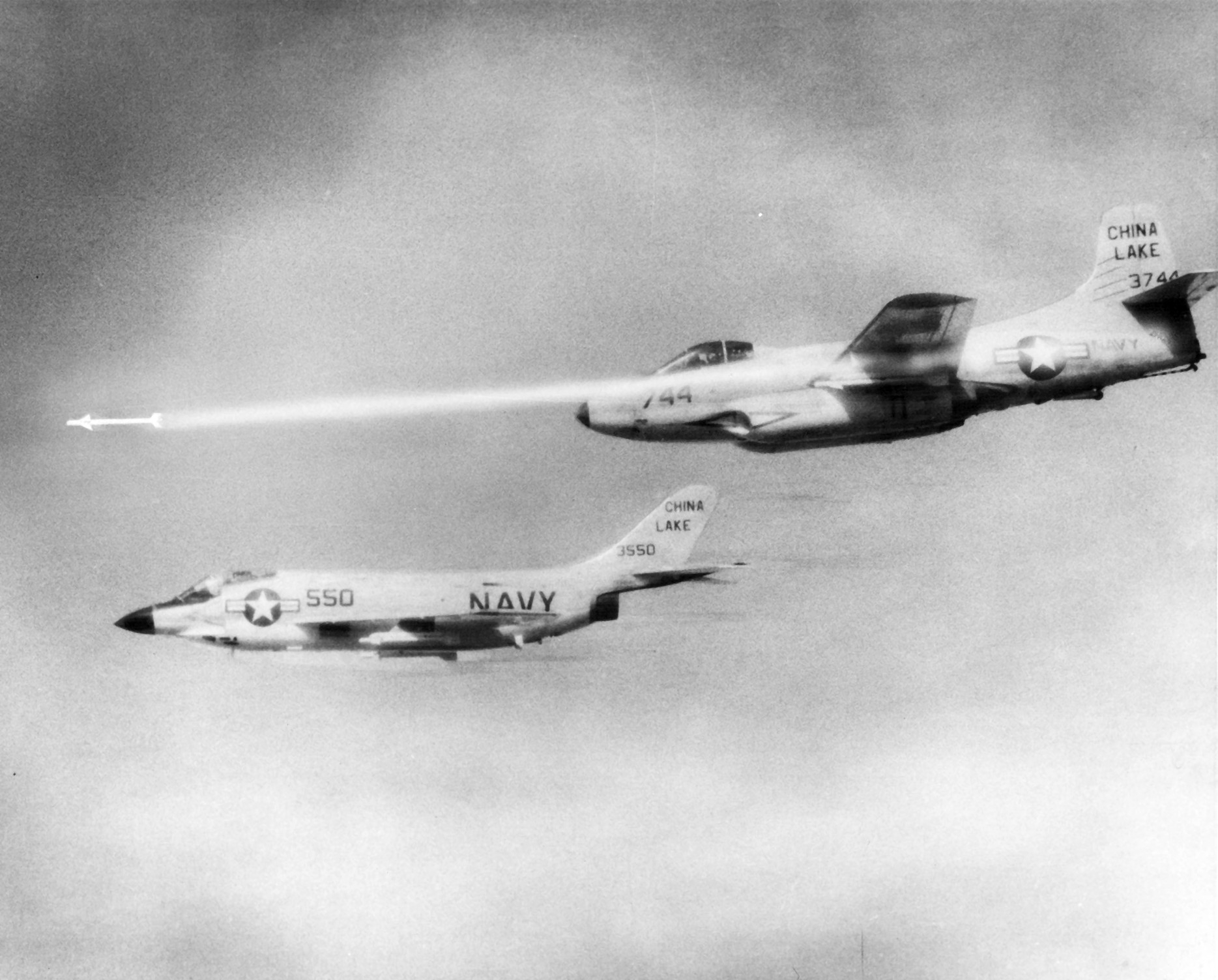
AIM-9C appena lanciato da un Douglas F3D Skyknight
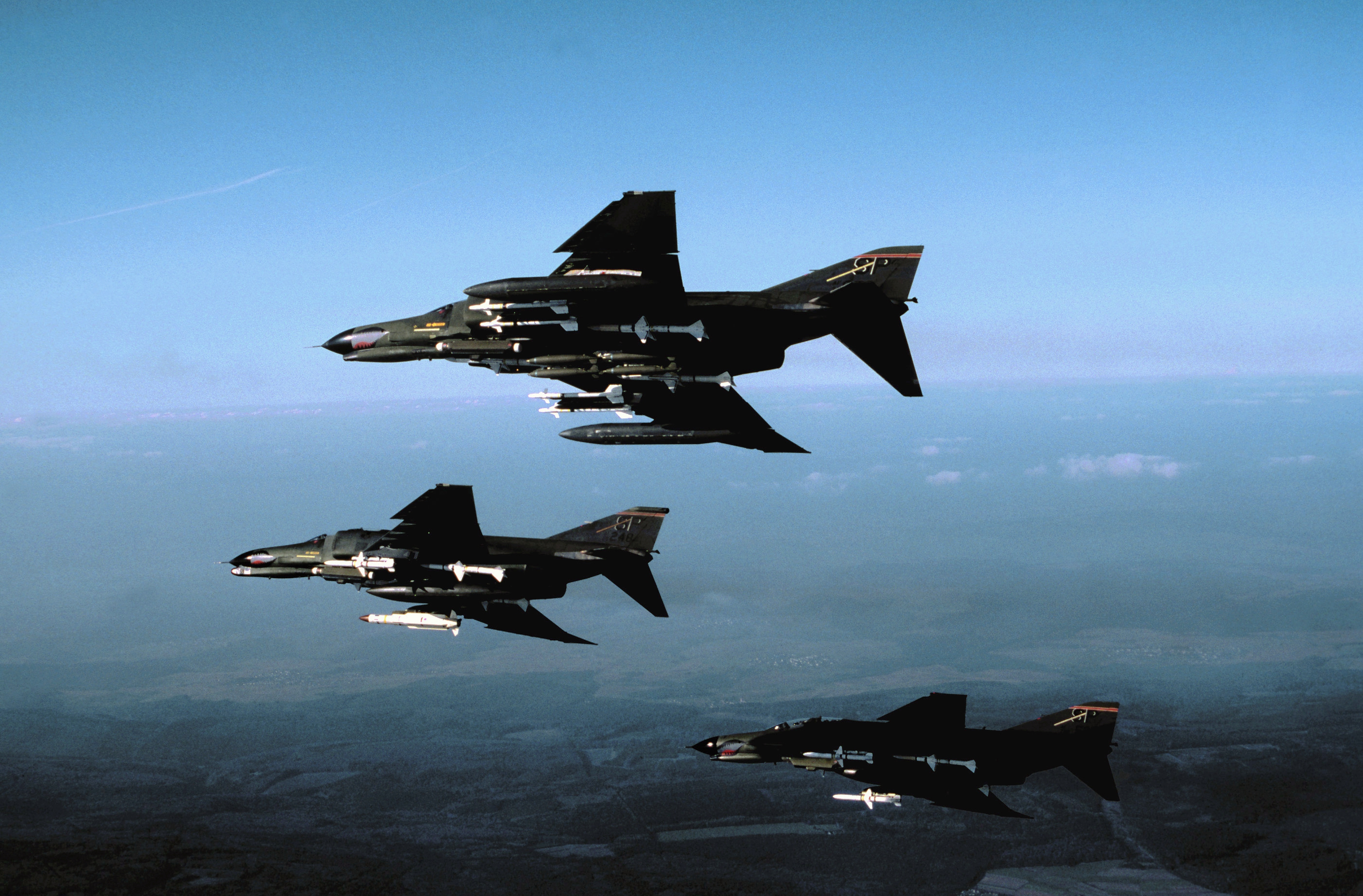
Il primo di questi tre F-4 Phantom II trasporta quattro AIM-9J
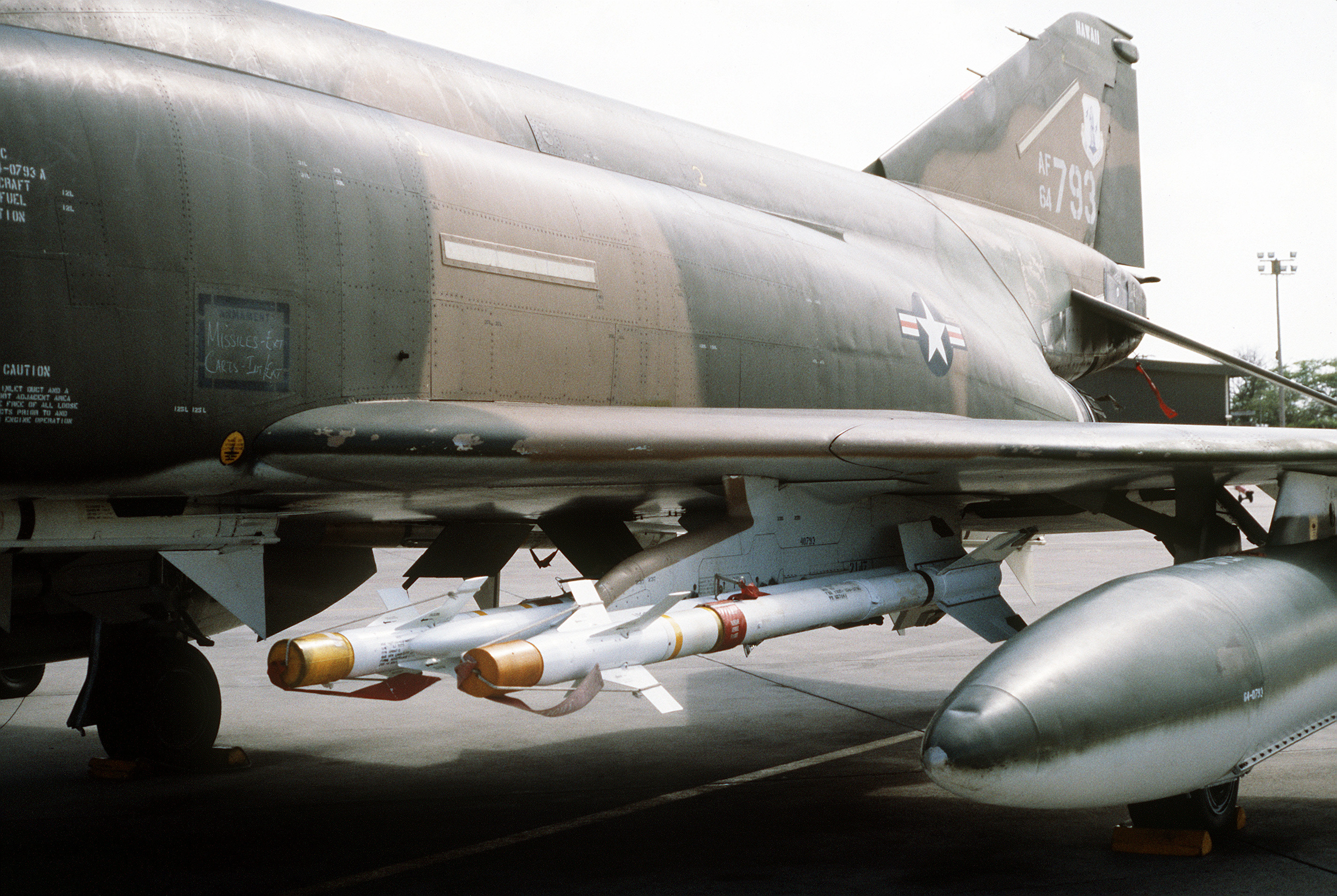
AIM-9P (a destra)